# 中国＝キルギス国境

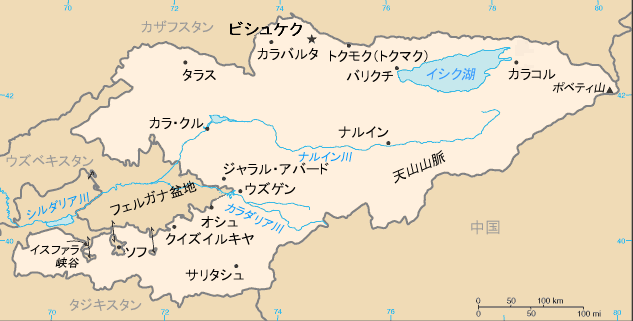
キルギスの地図。中国（新疆ウイグル自治区）は東側にある。

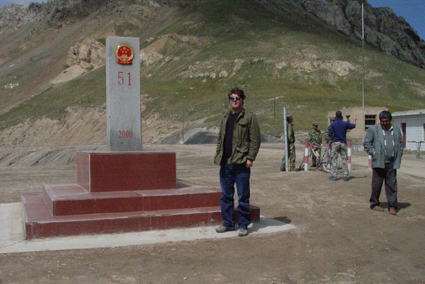
境界標

中国＝キルギス国境（ちゅうごく＝キルギスこっきょう）は、中華人民共和国とキルギスとの国境である。総延長は1,063キロメートルで、カザフスタンとの三国国境から、天山山脈に沿ってタジキスタンとの三国国境まで、ほぼ南西方向に続いている。キルギス側はイシク・クル州、ナルン州、オシ州、中国側は新疆ウイグル自治区のクズルス・キルギス自治州、アクス地区が接している。

## 歴史

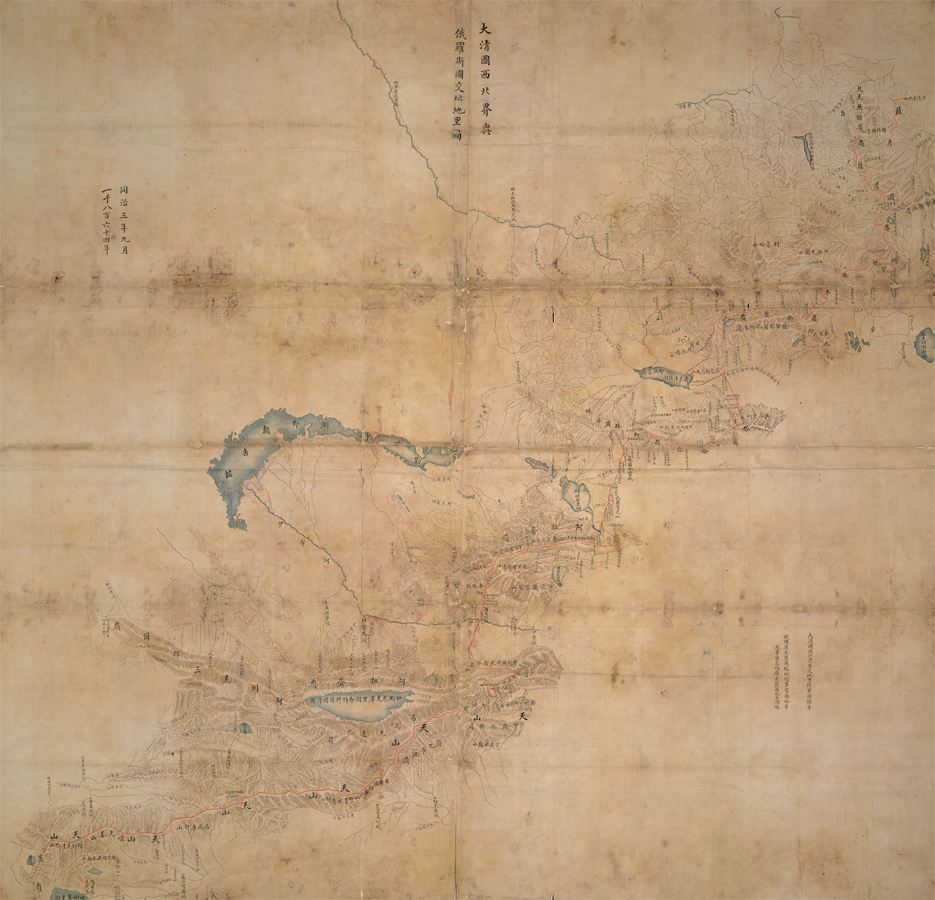
1864年のチュグチャク議定書で定められた中露国境。現在の中国とカザフスタン・キルギスとの間の国境は、この議定書で定められたラインにほぼ沿っているが、細かな変更はある。

この国境の起源は、19世紀半ばにロシア帝国が中央アジアに進出し、ザイサン湖周辺の支配権を確立したときまで遡る。ロシア帝国と清朝との間で1860年に締結された北京条約では、今日の中国とカザフスタン・キルギスとの間の国境とほぼ変わらない国境が設定されていた。条約に基づく実際の国境線の画定は、1864年のタルバガタイ条約と1870年のウリアスハイ条約によって行われ、ザイサン湖はロシア側に残された。
1862年からの回民蜂起によって、エルティシ盆地における清朝の軍事的プレゼンスは崩壊した。蜂起の崩壊と左宗棠による新疆の再征服の後、1881年のイリ条約と議定書によって、イリ川流域におけるロシア帝国と清朝の国境は、ロシア側に有利なようにわずかに再調整された。1915年、イリ川流域とジュンガル・アラタウ山脈地域の国境をより正確に定める協定が結ばれた。国境の最南端（現在の中国＝タジキスタン国境の南半分）は、グレートゲームと呼ばれる中央アジアの覇権をめぐるイギリスとロシアの対立が続いていたこともあり、未画定だった。最終的には、アフガニスタンを両国の緩衝国として独立させることで合意し、1895年にアフガニスタンのワハーン回廊が建設された。中国（清朝）はこの協定に参加していなかったため、中国とロシアの境界の最南端部分は未確定のままだった。
1991年にキルギスが独立した際、ソ連と中国の国境の一部を継承した。キルギスと中国は1996年に国境を画定した。しかし、当時の大統領アスカル・アカエフに対する抗議運動（チューリップ革命）の一環として、アジベク・ベクナザロフを中心としたキルギスの反体制派が国境条約に反対したため、正式な国境画定には至らなかった。2009年に国境協定が締結された。中国はハン・テングリの一部をキルギスに譲り、キルギスはイシククル地方の南に位置するウゼンギ・クシュという山岳地帯を中国に割譲した。

## 国境通過点
- トルガルト峠（道路）[9]
- イルケシタム峠（英語版）（道路）[9]

歴史的には、天山山脈の東の方のベデル峠も使われてきた。

## 地図
中国とキルギスSSRの間の国境の歴史的な地図。
20世紀中・後期に作られた100万分の1国際図・Operational Navigation Chart(ONC)より）:

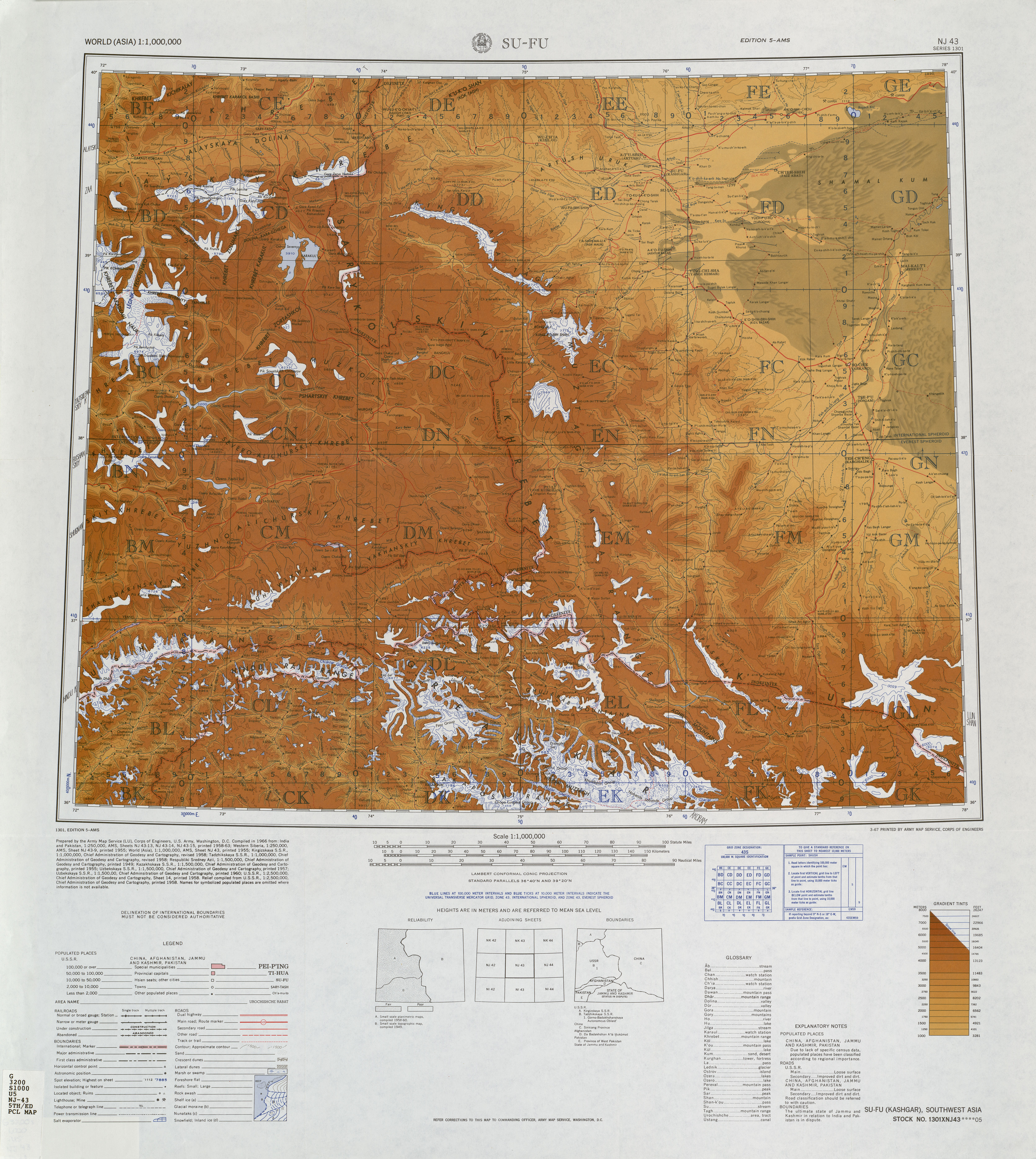
タジキスタンとの三国国境を含む国境（カシュガル付近）の地図（100万分の1国際図、1966年）[注釈 1]
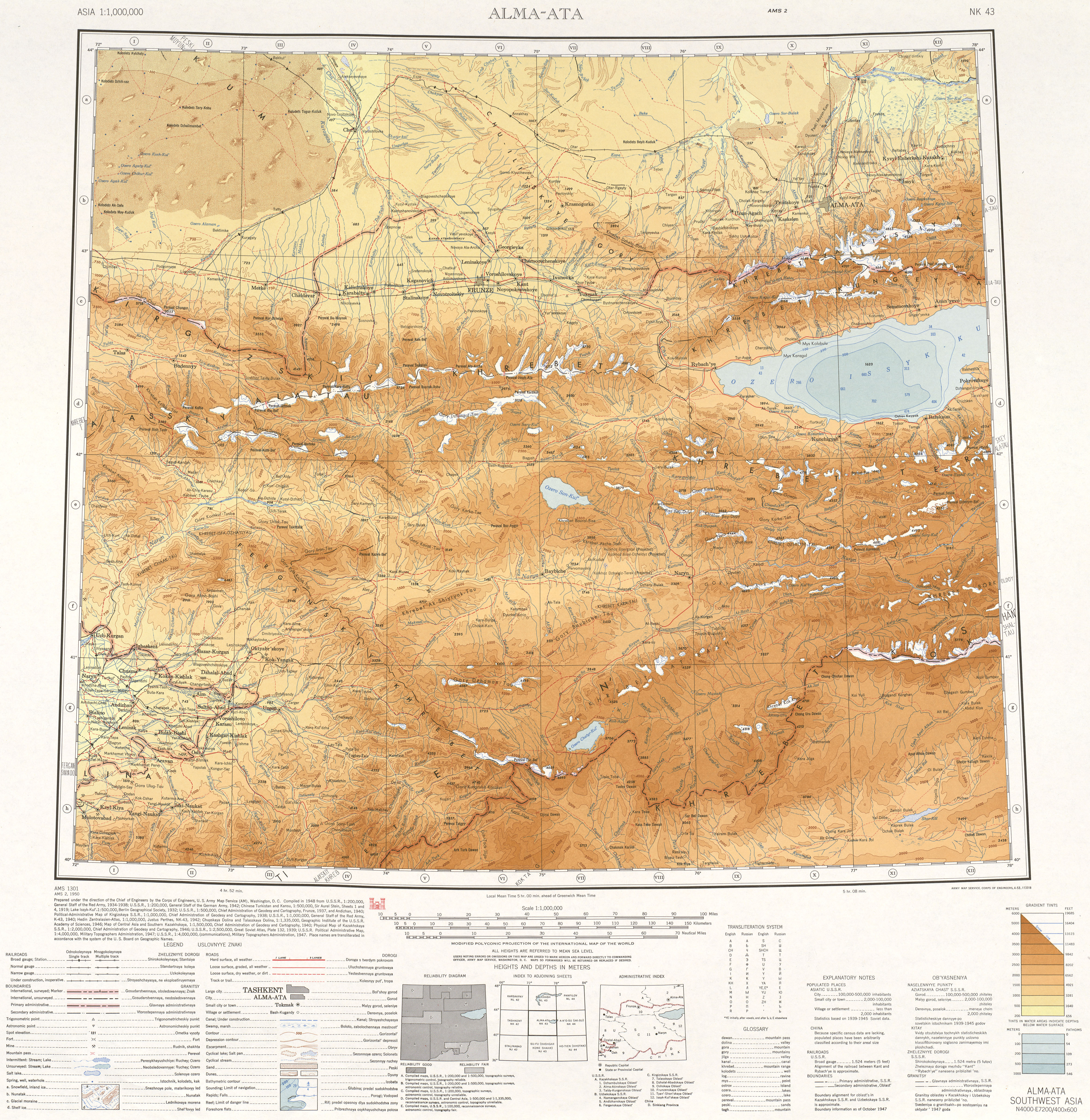
アルマトイ付近
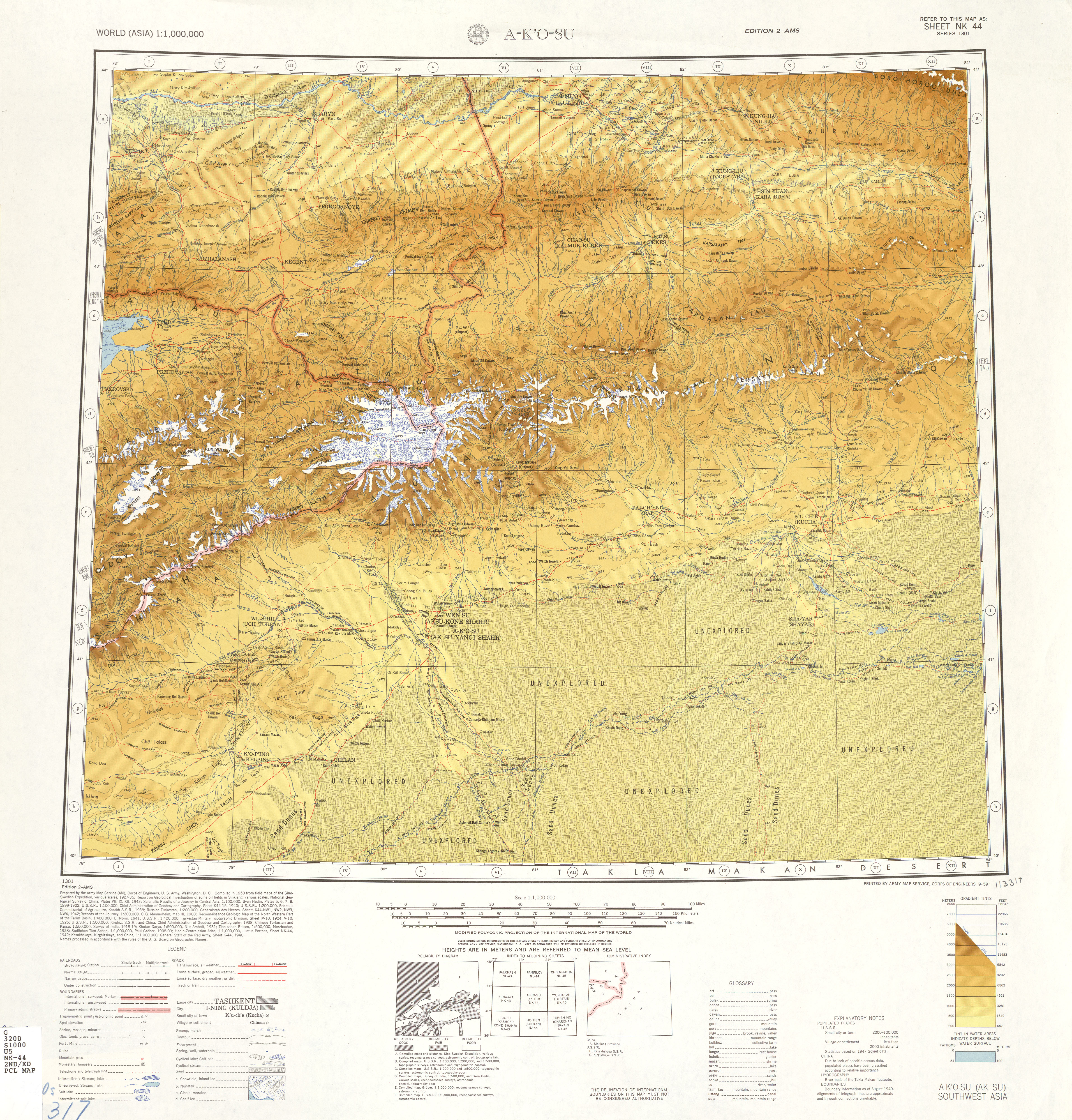
アクス市付近
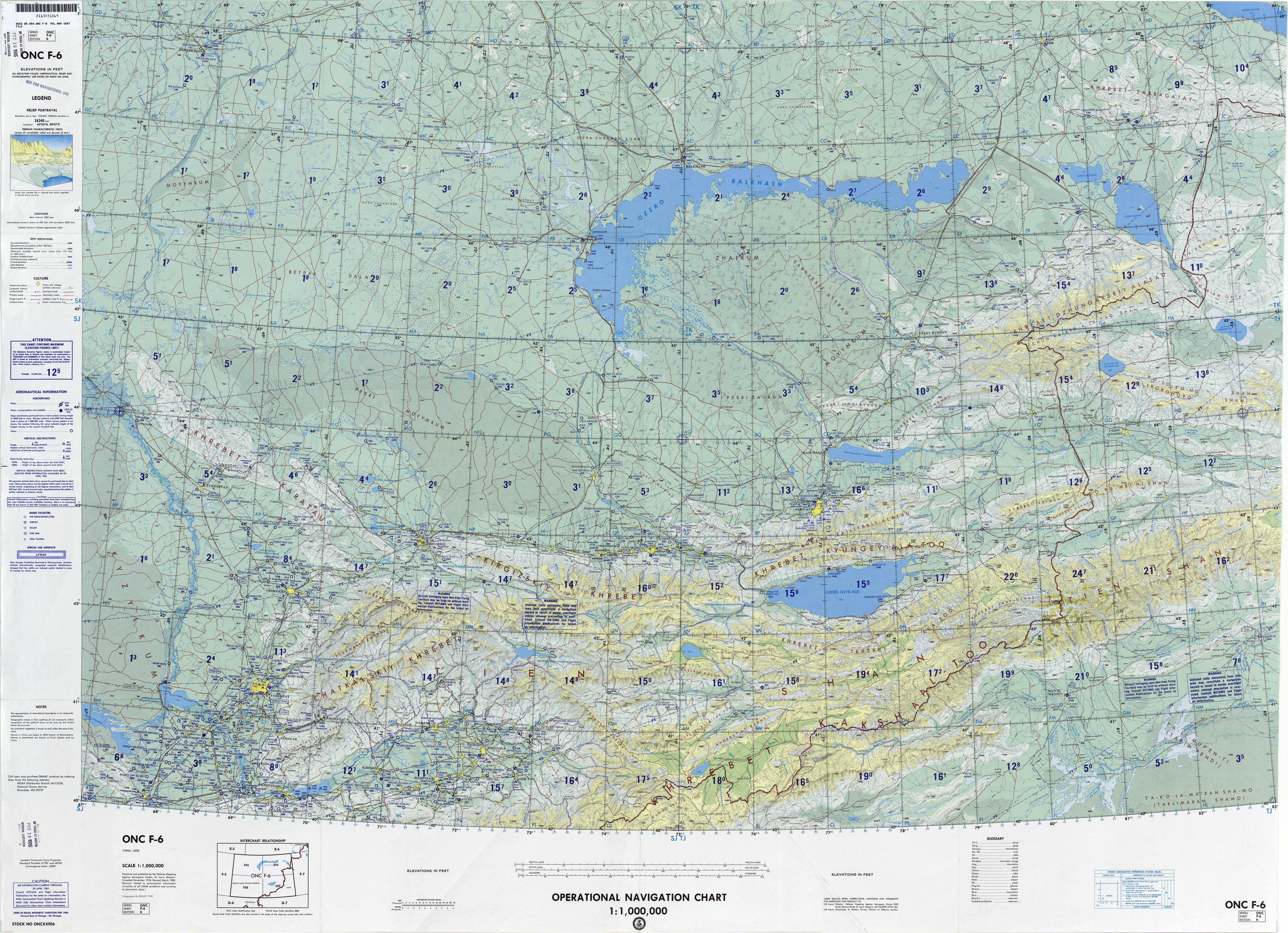
カザフSSR（現在のカザフスタン）付近
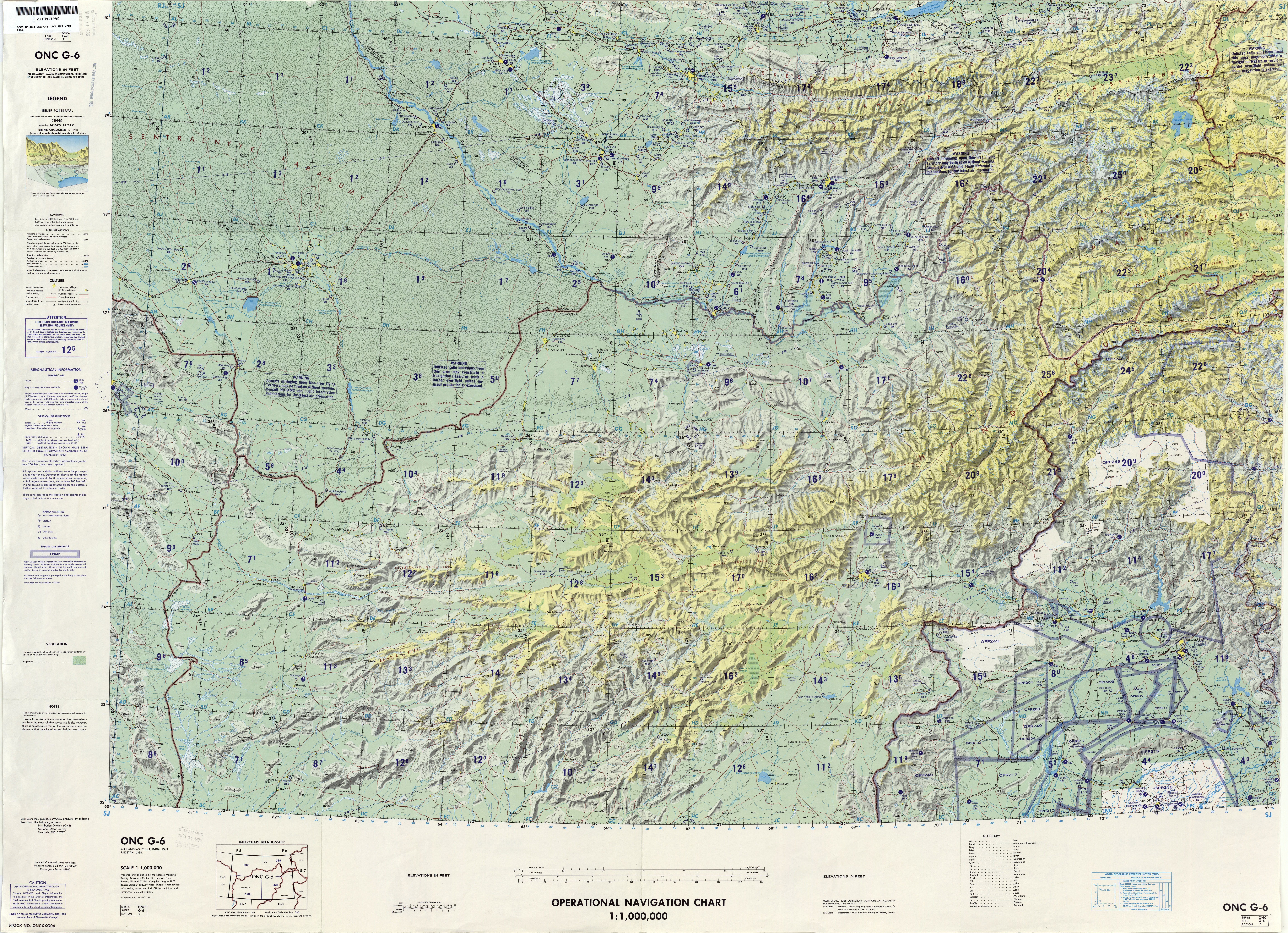
タジクSSR（現在のタジキスタン）付近
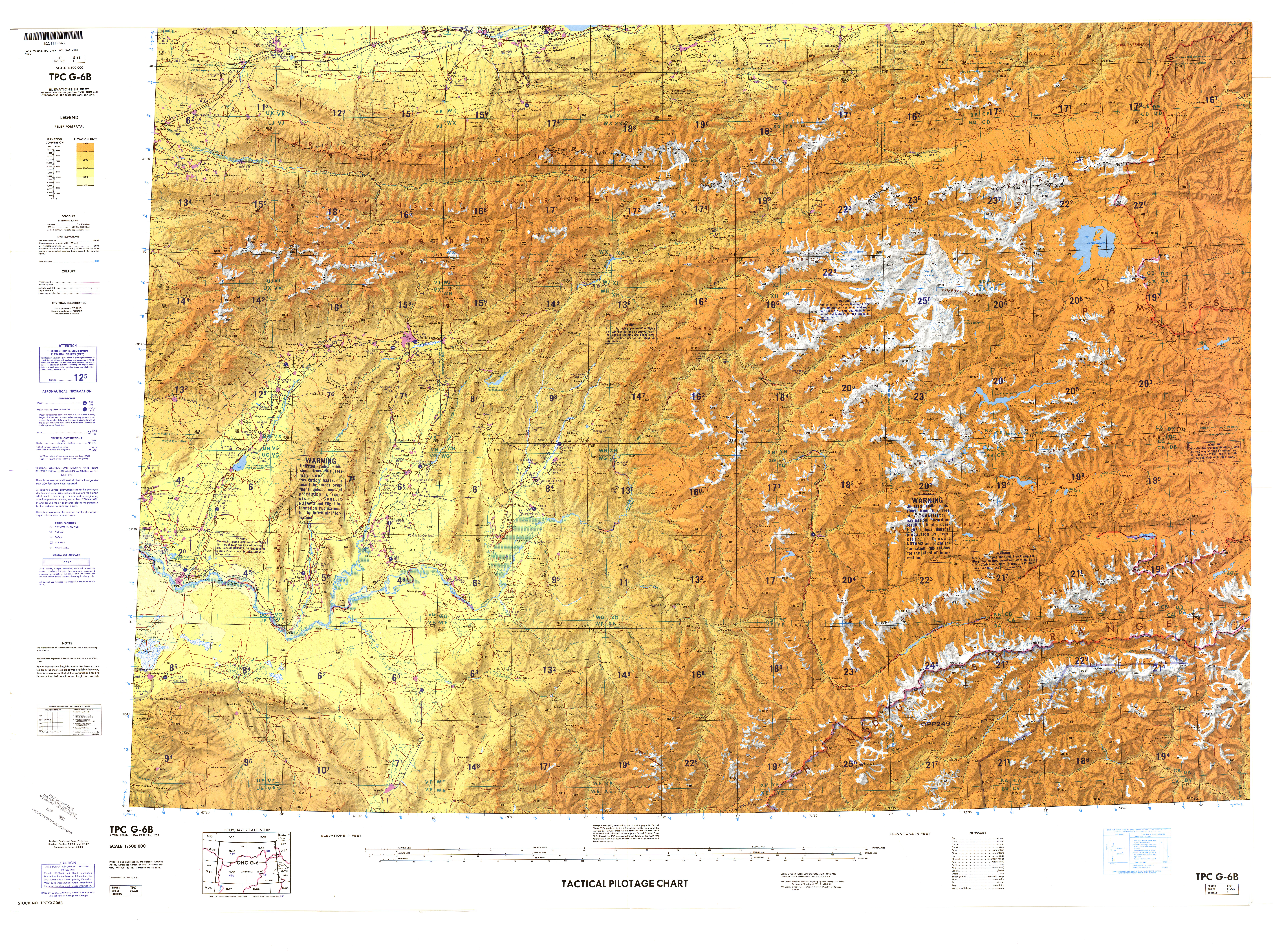
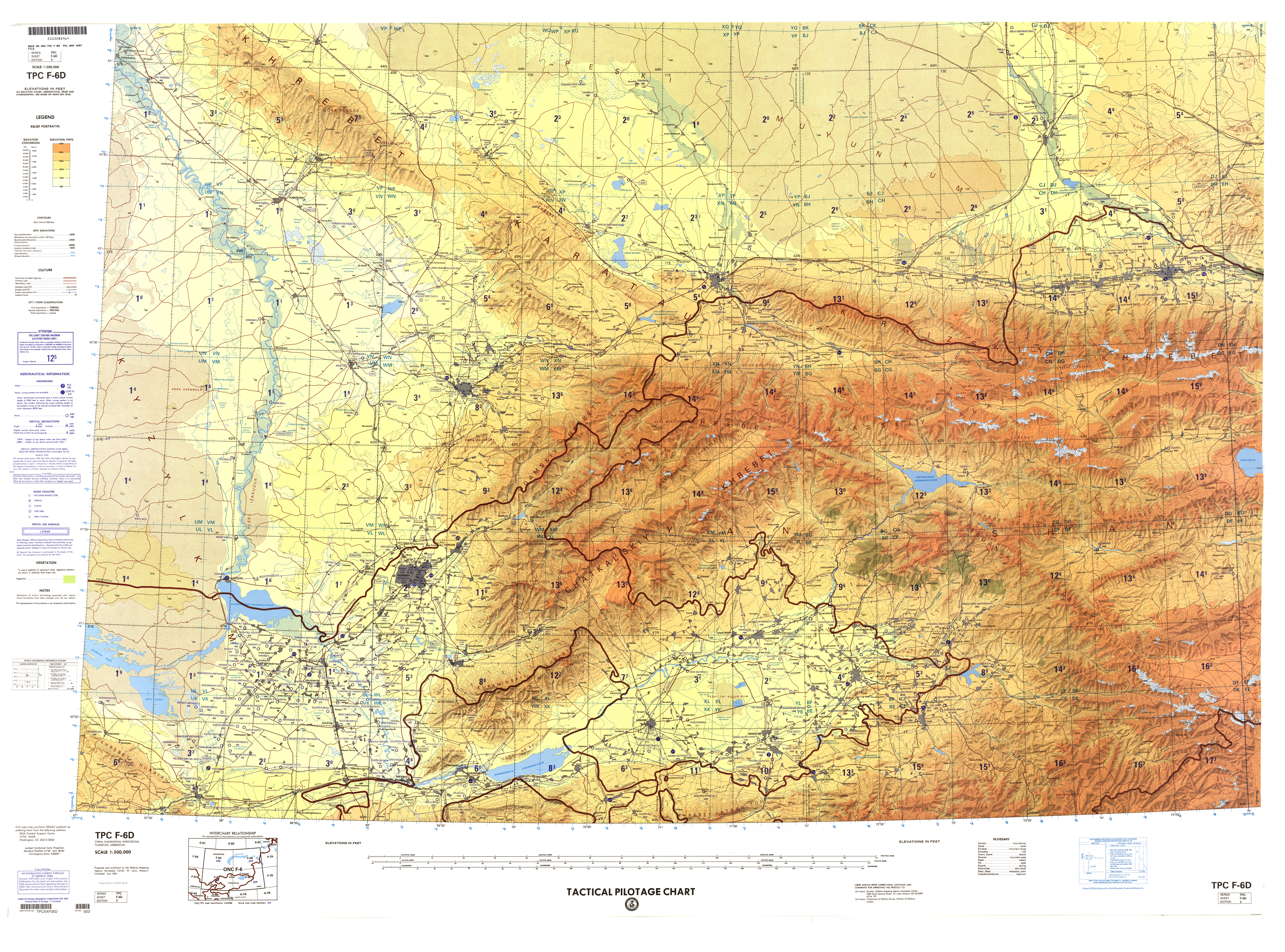
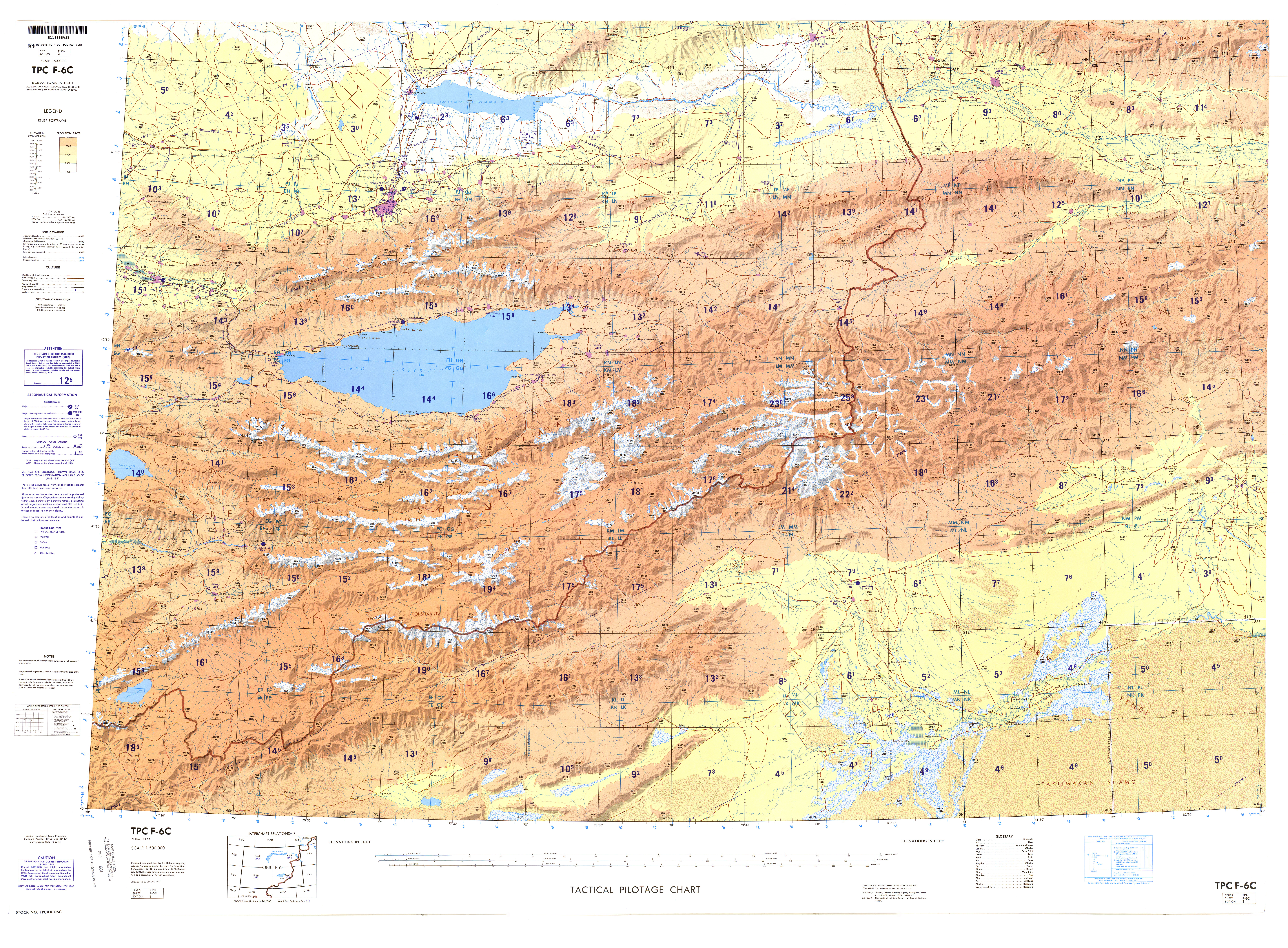